# Artémida
Artémida (Loutsa) är en ort i Grekland.   Den ligger i prefekturen Nomarchía Anatolikís Attikís och regionen Attika, i den sydöstra delen av landet, 25 km öster om huvudstaden Aten. Artémida ligger 26 meter över havet och antalet invånare är 21 488.
Terrängen runt Artémida är platt söderut, men åt nordväst är den kuperad. Havet är nära Artémida österut.  Närmaste större samhälle är Zográfos, 18,3 km väster om Artémida. 